# Ejike Uzoenyi
Ejike Uzoenyi (ur. 23 marca 1988 w Aba) – nigeryjski piłkarz grający na pozycji lewego pomocnika.

## Kariera klubowa
Karierę piłkarską Uzoenyi rozpoczął w 2005 roku w barwach Enyimba FC. W 2008 został zawodnikiem Enugu Rangers.
W styczniu 2013 przeszedł na zasadzie wypożyczenia do Stade Rennais FC. W pierwszej drużynie zagrał tylko raz – w przegranym 4:1 meczu z Valenciennes FC wszedł na ostatnie 2 minuty. W drugiej drużynie rozegrał trzy spotkania.
20 lutego 2014 przeniósł się do Mamelodi Sundowns i został z powrotem wypożyczony do Enugu Rangers. Po zakończeniu wypożyczenia wrócił do Mamelodi. W Premier Soccer League zadebiutował 31 sierpnia w wygranym 2:0 meczu z AmaZulu FC.
15 lutego 2017 podpisał kontrakt z Bidvest Wits FC. Zadebiutował tam 22 lutego 2017 w wygranym 2:0 meczu z Baroka FC. Na boisku pojawił się w 78. minucie i strzelił gola. W sezonie 2016/2017 zdobył z klubem mistrzostwo kraju. 
9 sierpnia 2017 został zawodnikiem Ajaxu Kapsztad. Zadebiutował tam 15 września 2017 w wygranym 2:0 meczu z Polokwane City FC. W sezonie 2017/2018 spadł z tym klubem z Premier Soccer League. 1 lipca 2018 odszedł z klubu i stał się wolnym zawodnikiem. Podczas swojej przygody w Ajaxie rozegrał cztery mecze.
28 lutego 2020 został zawodnikiem FK Zvijezda 09. Debiut zaliczył już dzień później, w przegranym 0:3 meczu z FK Željezničar. Po zakończeniu sezonu 2019/2020 spadł z tym klubem do niższej ligi. Ze Zvijezdy odszedł 1 marca 2021.